# Aeroportul Bamyan
Aeroportul Bamyan (IATA: BIN, ICAO: OABN) este un aeroport din Provincia Bamyan, Afganistan ce deservește zona Bamiyan. A fost numit după zona deservită.
Situat la o altitudine de 2.550 m, aeroportul dispune de o singură pistă.

## Infrastructură

### Terminale
Aerogara are în componență 1 terminal, Bamyan runway⁠(d). 